# عصر الحب (رواية)
عصر الحب، هي رواية للكاتب المعروف نجيب محفوظ الحائز على جائزة نوبل في الأدب، وهي من أفضل الروايات الرومانسية العربية والأكثر جذبًا للقراء، قام نجيب محفوظ بنشرها في عام 1980. و“عصر الحب” هي إحدى الروايات القليلة عند الكاتب التي تصير فيها المرأة الشخصية المحورية في الرواية.
تحولت الرواية إلى فيلم سينمائي من إنتاج سنة 1986 وكان عرضه الأول يوم 15 سبتمبر من نفس السنة. الفيلم من إخراج حسن إمام، ومن بطولة محمود ياسين و سهير رمزي و شهيرة و مجدي وهبة و تحية كاريوكا وعدد من الفنانين الآخرين.

## تحليل عنوان الرواية: "عصر الحب"
يتميّز عنوان الرواية "عصر الحب" بنبرة شاعرية وحنين دفين إلى زمنٍ قد يكون متخيّلاً أكثر مما هو واقعي. فـ"العصر" يُفترض أنه وحدة زمنية ممتدة، بينما "الحب" هنا ليس مجرد علاقة بين فردين، بل هو نمط حياة وفكر وأسلوب وجود.
العنوان يطرح سؤالًا: هل نحن فعلًا في "عصر الحب"؟ أم أن العنوان سخرية خفية من زمنٍ يختلط فيه الحب بالخيانة، والوفاء بالمصلحة؟
ومن خلال تتبّع الأحداث، نكتشف أن الحب في الرواية ليس بريئًا، بل مركبًا، مشوبًا بالقسوة والتملك والغيرة، ما يجعل العنوان بمثابة مدخل فلسفي ونفسي لفهم جوهر العلاقات الإنسانية.

## الجوائز والتقدير النقدي
رغم أن رواية "عصر الحب" لم تُتوّج بجائزة منفردة، فإنها تُعد من أبرز الأعمال التي جعلت من المرأة شخصية مركزية في سرد نجيب محفوظ. وقد استُقبلت الرواية بترحيب نقدي واسع، خاصة من النقاد المهتمين بالأدب النسوي، لكونها من الروايات القليلة التي يُظهر فيها محفوظ شخصية نسائية - "نوال" - قوية ومركبة وفاعلة.
عندما نال محفوظ جائزة نوبل للآداب سنة 1988، كانت "عصر الحب" من بين الروايات التي ذُكرت في الدراسات الغربية بوصفها نموذجًا لتحول محفوظ من الواقعية الاجتماعية إلى تعميق البنية النفسية للشخصيات، خاصة النسائية.

## القصة
تدور أحداث الرواية في أحد الحارات الشعبية المصرية، حيث “بدرية” التي يتنافس “حمدي” و “عزت” على الحصول على قلبها، فيفوز بها حمدي ويتزوجها، ولكن بعد اتهامات بالقتل والخيانة يدخل حمدي السجن، وبعد أن يقضي فترة عقوبته يخرج ويواجه عزت الذي خانه، ونتيجة هذه المواجهة ستقوم بدرية بقتل “عزت” وتدخل السجن، ويفترق حمدي وبدرية.

## المرأة كقطب مركزي في الرواية
رواية "عصر الحب" تخرق تقليد نجيب محفوظ في جعل الرجل محور السرد، حيث تحتل "نوال" موقع البطولة. فهي ليست مجرد حبيبة أو زوجة، بل قوة فاعلة، تدير العلاقات وتؤثر في مسار الأحداث. تتصف نوال بالقوة والتحدي والغموض، وتجمع بين الحنان والشراسة، ما يجعلها شخصية روائية مركبة تتجاوز النمطية.

## صراع العاطفة والسلطة في العلاقات الإنسانية
في الرواية، لا يُقدم الحب كعلاقة خالصة، بل هو مشبع بالصراع والغيرة والهيمنة. علاقات الحب في الرواية (نوال مع عزيز ورفعت) تتخللها مفارقات سلطوية، حيث يتصارع الحب مع الرغبة في التملك، ويختلط الإخلاص بالاستغلال. هذه الدينامية النفسية تعكس الواقع الاجتماعي الذي يعيش فيه الحب في ظل القيم الأبوية.

## الحي الشعبي كخلفية رمزية للتحول الاجتماعي
تدور الأحداث في أحد الأحياء الشعبية، مما يمنح الرواية طابعًا قريبًا من الواقع المصري المعاش. الحي هنا ليس مجرد خلفية مكانية، بل فضاء دلالي يعكس التحولات الاقتصادية والاجتماعية، والصراع بين الأجيال، وتغير أنماط العلاقات. الحارة، كما في أعمال محفوظ، كائن حيّ تتنفس فيه الشخصيات وتنهار وتنهض.

## الحب والقدر: أيهما يحكم مصير الإنسان؟
من خلال العنوان والبنية السردية، تطرح الرواية تساؤلًا فلسفيًا: هل الحب هو الذي يقود الإنسان أم القدر؟ نهاية الرواية لا تحسم الصراع، بل تُبقيه مفتوحًا، وكأن محفوظ يقول إن الحب قد يكون أداة للنجاة أو للهلاك، حسب ما يقرره القدر أو ما نختاره لأنفسنا.